# Chucks Nwoko
Chucks Nwoko (Lagos, 21 novembre 1978) è un ex calciatore nigeriano naturalizzato maltese, di ruolo centrocampista.

## Biografia
Sposò una donna maltese e prese la cittadinanza. Anche suoi figlio Kyrian è un calciatore.

## Carriera

### Club
Ha giocato nella massima serie di Nigeria, Malta e Bulgaria.
Arrivò al Birkirkara grazie all'amicizia fra il presidente Victor Żammit e il suo pariruolo della squadra italiana della Reggina.

### Nazionale
Convocabile dalla rappresentativa nazionale maltese, con essa giocò 46 partite dal 1998 al 2003.

## Palmarès

### Club

#### Competizioni nazionali
- Campionato maltese: 2

Birkirkara: 1999-2000, 2005-2006
- Coppa di Malta: 3

Birkirkara: 2001-2002, 2002-2003, 2004-2005
- Supercoppa di Malta: 4

Birkirkara: 2002, 2003, 2004, 2005